# Siamthelphusa
Siamthelphusa is een geslacht van kreeftachtigen uit de klasse van de Malacostraca (hogere kreeftachtigen).

## Soorten
- Siamthelphusa acutidens Ng & Naiyanetr, 1997
- Siamthelphusa faxoni Ng & Naiyanetr, 1997
- Siamthelphusa holthuisi Naiyanetr & Ng, 1990
- Siamthelphusa improvisa (Lanchester, 1902)
- Siamthelphusa nan Ng & Naiyanetr, 1997
- Siamthelphusa paviei (de Man, 1898)
- Siamthelphusa retimanus Ng & Naiyanetr, 1997
- Siamthelphusa transversa Ng & Naiyanetr, 1997
- Siamthelphusa variegata Ng & Naiyanetr, 1997